# Lukkarinsaari (ö i Kuhmois)
Lukkarinsaari är en ö i Finland. Den ligger i sjön Hahmajärvi och i kommunen Kuhmois i landskapet Mellersta Finland, i den södra delen av landet, 160 km norr om huvudstaden Helsingfors. Öns area är 1,7 hektar och dess största längd är 210 meter i öst-västlig riktning.